# Бланкенбург (Гарц)
Бланкенбург (нем. Blankenburg) — город в Германии, в земле Саксония-Анхальт.
Входит в состав района Вернигероде. Подчиняется управлению Бланкенбург.
Население составляет 21 911 человек (на 31 декабря 2010 года). Занимает площадь 45,23 км². Официальный код — 15 3 69 005.
Город подразделяется на 6 городских районов.

## История
В Бланкенбурге жил в изгнании Людовик XVIII в 1796—1799 годах.
В городе родились философ Освальд Шпенглер и лауреат Нобелевской премии физик Поликарп Куш.

## Конструкторское Бюро подводных лодок
В 1943 году в безопасном от бомбардировок Бланкенбурге было создано Специальное Конструкторское Бюро (СКБ) (нем. Ingenieurbüro Gluckaüf), где выпускали техническую документацию океанских подводных лодок, разработанных немецким инженером и изобретателем жидкостных реактивных двигателей (ЖРД) «Вальтер» — Гельмут Вальтером (1900—1980). Инженер Г. Вальтер, кроме того, известен, как основатель двигательных систем, использующих «цикл Вальтера», и как один из ведущих сотрудников ракетной научной группы Вернера фон Брауна.
В сентябре 1943 начальником был назначен один из инициаторов создания подлодки XXI серии, Директор по военно-морскому строительству — Х. Эльфкен (H. Oelfken). К концу 1943 года в штат бюро входили 1200 человек, рабочий день которых длился 12 часов при трех выходных днях в месяц. В начале декабря 1943 бюро в основном завершило разработку проектных материалов ПЛ XXI серии, выпустив менее чем за 4 месяца 18400 рабочих чертежей. В здании Столярного Училища на улице Куно Рике (Kuno Rieke str.) дом 9—11, изготовили деревянный макет подводной лодки в натуральную величину, на котором отрабатывалась компоновка помещений и уточнялась последовательность монтажа оборудования.
Весной 1944 года, после постройки «Подлодок Вальтера XXVI серии», директор судостроительного завода Карл Фишер (Dr.-Ing. Karl Fischer) был назначен руководителем Бланкенбургского СЦКБ подлодок.
12 апреля 1945 года «Инженерное бюро подводных лодок» было закрыто. В последующие три дня, на школьном дворе женской гимназии (Helsunger str. 34) были сожжены тысячи чертежей из архива КБ.
В мае 1945 года, после взятия Бланкенбурга, город некоторое время находился в зоне американской оккупации и союзники захватили практически всю научно-техническую и проектную документацию на подводные лодки, разработанные в «Конструкторском Бюро Вальтера» (нем. "Ingenieurbüro Gluckaüf").
После перехода Бланкенбурга в зону Советского влияния, в зданиях бюро, кроме пустых помещений, найти ничего не удалось.
Советские специалисты вышли на заместителя Г. Вальтера — профессора Фридриха Статешного (Dr.-Ing. Stateczny), который был готов работать в бюро над восстановлением проектов. Сотрудники СВАГ и инженер В. Л. Миновицкий (1920—2000), в совершенстве владеющий немецким и осуществляющим связь с германской стороной, разыскали конструкторов, ранее служащих в «Gluckauf» и нашли части агрегатов, которые сохранились на заводах советской зоны оккупации.
Таким образом в Бланкенбурге, для изучения научно-технических разработок Третьего Рейха, был создан самый большой филиал Специального берлинского Конструкторское бюро Военно-морского флота СССР. С 1946 года Конструкторское бюро входило в «Управление по изучению достижений науки и техники Германии СВАГ».
Возглавлял работу КБ ВМФ, инженер-капитан 1 ранга, кораблестроитель А. А. Антипин (1904—1976). Одной из групп советско-немецкого коллектива КБ, руководил Г. Н. Чернышёв (1919—1997), впоследствии главный конструктор атомных подводных лодок СССР. В 1947 году в этом, так-называемом «Бюро Антипина», работал судостроитель С. Н. Ковалёв (1919—2011), позднее ставший Дважды Героем Социалистического Труда, лауреатом Ленинской и Государственной премии СССР.
Конструкторское Бюро Военно-Морского Флота СССР в Бланкенбурге работало с 1945 по 1947 год.

## Фотографии
- Бланкенбург, XX в.
- Терраса замка
- Альбрехтштрассе, 2
- Военный мемориал